# Dråpane
Die Dråpane (norwegisch für Tropfen) sind eine Gruppe von Nunatakkern im ostantarktischen Königin-Maud-Land. Sie ragen unmittelbar nördlich des Felssporns Urnosa nahe dem südwestlichen Ende der Kirwanveggen in der Maudheimvidda auf.
Norwegische Kartografen verliehen der Gruppe ihren deskriptiven Namen und kartierten sie anhand von Vermessungen und Luftaufnahmen der Norwegisch-Britisch-Schwedischen Antarktisexpedition (1949–1952) und Luftaufnahmen der Dritten Norwegischen Antarktisexpedition.